# Галлер, Константин Петрович
Константин Петрович Галлер (1845—1888) — русский музыкальный критик, композитор и педагог.

## Биография
Родился в 1845 году. Воспитывался в Первом кадетском корпусе. После его окончания в 1863 году выпущен корнетом в Кирасирский Её Величества лейб-гвардии полк, затем перешёл в Лубенский 8-й гусарский полк. Через несколько лет вышел в отставку, решив посвятить себя музыке.
В 1867 году поступил в Петербургскую консерваторию. Учился под руководством профессоров Воячека, Иогансена, Зарембы и Римского-Корсакова (теория композиции), Черни (класс фортепиано), А. Рубинштейна (класс ансамбля) и Чиарди (класс флейты). Тем не менее, консерваторию Галлер не окончил.
С 1874 года стал заниматься музыкальной критикой. Из критических статей Галлера особенного внимания заслуживают «Очерки литературы русской музыкальной критики», помещенные в «Сыне отечества» с 1876 по 1877 годы. Как  музыкальный критик публиковался также во «Всемирной иллюстрации» и других изданиях.
Галлер написал множество романсов, небольших произведений для фортепиано, смычковых квартетов, хоров, оркестровых композиций и оперу «Марьина роща» которая не была им оркестрована. Отрывки из его симфонической картины «Пир Валтасара», гимн «Родина» и др. исполнялись с успехом в концертах. Он составил также «Сборник народных песен Лужского уезда», появившийся в печати после смерти его, и сборник детских песен «Рай детей». Как педагог, Галлер известен своим сочинением «Учебник хорового пения и теории музыки» и статьями в «Русском начальном учителе». Некоторое время до своей смерти состоял преподавателем теории музыки и хорового пения в Санкт-Петербургском учительском институте. 
Галлер серьёзно увлекался соколиной охотой; был председателем Общества соколиных охотников. Статьи Галлера об охоте печатались в журнале «Природа и Охота», в английском охотничьем журнале «The F’ield» и в охотничьем календаре В. Г. Лаврентьева.
Умер скоропостижно 15 (27) апреля 1888 года; накануне смерти присутствовал на одном из концертов. Похоронен в Санкт-Петербурге на Смоленском православном кладбище.